# Lloyd Shapley
Lloyd Stowell Shapley (ur. 2 czerwca 1923 w Cambridge, zm. 12 marca 2016 w Tucson) – amerykański matematyk, profesor Uniwersytetu Kalifornijskiego w Los Angeles na Wydziale Matematyki i Ekonomii.
Jego prace miały ogromny wkład w rozwój teorii gier. W środowisku naukowym jest uważany wręcz za personifikację teorii gier. W 2012 roku wraz z Alvinem E. Rothem został laureatem Nagrody Nobla w dziedzinie ekonomii. Sam uważał się za matematyka i, jak sam twierdził, nigdy nawet nie uczęszczał na wykłady z ekonomii.

## Dorobek
W dziedzinie gier koalicyjnych określił warunki konieczne dla istnienia rdzenia gry koalicyjnej, gdzie rdzeń opisuje wszystkie możliwe sposoby podziału zysków z koalicji, które są racjonalne z punktu widzenia jej członków, w taki sposób, że nie pojawia się zachęta do wydzielania podkoalicji w koalicji głównej. Intuicyjnie można myśleć o rdzeniu jako o formie równowagi koalicyjnej. Obecnie rdzeń jest kategorią używaną powszechnie w analizie gier tego typu. Wymyślił również sposób dzielenia zysku pomiędzy graczy będących w koalicji, biorący pod uwagę siłę negocjacyjną jednostek, zwany Wartością Shapleya (dziś wyparty przez inne metody).
Shapley rozwinął również teorię gier o określonej funkcji potencjału posiadających specyficzne cechy zbieżności (potential games). Przykładem takiej gry jest „gra tłoku”. Jej analiza pozwala na optymalne zaprojektowanie systemu dróg, łączy internetowych, serwerów itd. Wiąże się też ze słynnym paradoksem Braessa, mówiącym, że czasem wybudowanie nowej drogi może wydłużyć czas przejazdu. W informatyce analizuje się przypadki gier na grafach, zarówno indywidualnych, jak i koalicyjnych, w których każdy wierzchołek grafu reprezentuje jednego gracza. Pozwala to m.in. na optymalizację sieci czy rozwój sztucznej inteligencji.
Nagrodę Nobla Shapley otrzymał m.in. za zamodelowanie i rozwiązanie problemu optymalizacyjnego zwanego problemem trwałego małżeństwa. Jest to problem, w którym każdy kawaler i panna na wydaniu posiadają swój ranking płci przeciwnej i trzeba ich tak połączyć w pary małżeńskie, żeby w żadnym małżeństwie nie doszło do zdrady. Okazuje się, że bez względu na ranking indywidualnych preferencji, zawsze istnieje szczęśliwe rozwiązanie tego problemu. Wspólnie z Davidem Galem, Shapley stworzył wydajny algorytm rozwiązujący ten problem. W szerszym kontekście, problem stabilnych małżeństw jest wariantem problemu poszukiwania skojarzenia w grafach, istotnego w zagadnieniach, w których występują dwa zbiory, których elementy należy ze sobą powiązać. W kategoriach skojarzenia można myśleć np. o przydzielaniu tematów prezentacji na studiach, przydzielaniu nerek biorcom, czy też o negocjacjach międzynarodowych. Praca Shapleya ma jednak bardzo mało wspólnego z analizą rynków w przypadku niedoborów, jak wspominały niektóre polskie media.
Shapley stworzył również pojęcie gier stochastycznych, indeks siły Shapleya-Shubika i lemat Shapleya-Folkamana.